# Unione Sportiva Lucchese Libertas 1974-1975
Questa pagina raccoglie le informazioni riguardanti l'Unione Sportiva Lucchese Libertas nelle competizioni ufficiali della stagione 1974-1975.

## Rosa
| N. |                   | Ruolo | Calciatore      |
| -- | ----------------- | ----- | --------------- |
|    | Italia (bandiera) | A     | Piero Basili    |
|    | Italia (bandiera) | C     | Paolo Bassi     |
|    | Italia (bandiera) | C     | Sauro Bonetti   |
|    | Italia (bandiera) | D     | Remo Bonzi      |
|    | Italia (bandiera) | C     | Ermanno Bosetti |
|    | Italia (bandiera) | C     | Federico Caputi |
|    | Italia (bandiera) | C     | Antonio Cipelli |
|    | Italia (bandiera) | C     | Ernesto Donadel |
|    | Italia (bandiera) | P     | Gino Ferioli    |
|    | Italia (bandiera) | A     | Fabio Ferrario  |
|    | Italia (bandiera) | D     | Mauro Ferroni   |
|    | Italia (bandiera) | A     | Carlo Foglia    |

| N. |                   | Ruolo | Calciatore         |
| -- | ----------------- | ----- | ------------------ |
|    | Italia (bandiera) | D     | Adriano Martelli   |
|    | Italia (bandiera) | D     | Antonio Matteoni   |
|    | Italia (bandiera) | A     | Alfredo Motti      |
|    | Italia (bandiera) |       | Niccolai           |
|    | Italia (bandiera) | P     | Massimo Pierotti   |
|    | Italia (bandiera) |       | Quartararo         |
|    | Italia (bandiera) |       | Scardigli          |
|    | Italia (bandiera) | C     | Nello Scarpa       |
|    | Italia (bandiera) | D     | Raffaele Schicchi  |
|    | Italia (bandiera) |       | Serpelloni         |
|    | Italia (bandiera) | A     | Luciano Speggiorin |